# 安立
安立（あんりゅう）は、大阪府大阪市住之江区の町名。現行行政地名は安立一丁目から安立四丁目。住居表示実施済み区域である。
本項ではおおむね同じ地域にかつて所在した住吉郡（のち東成郡）安立町（あんりゅうちょう）についても述べる。

## 地理
住之江区南東部に位置する。現行の安立一丁目から四丁目は、中央を紀州街道が走り、紀州街道の両側に広がる南北約1.5 km、東西約120-150mの町域を持つ。北端を細井川、東端を阪堺電気軌道阪堺線、西端を南海本線、南端を大和川に囲まれている。北で住吉区長峡町、東で住吉区墨江、南東で住吉区清水丘、南で大和川を跨いで堺市堺区七道東町・並松町・七道西町、西で住之江、北西で西住之江・浜口東と接する。大和川の南岸とは紀州街道の大和橋で対岸の堺市堺区並松町と繋がっている。三丁目の紀州街道筋がアーケードのある商店街となっている他は、ほぼ全域が住宅地となっている。

## 歴史
元は住吉大社の歴代宮司家の津守氏の領地の西方にあったため西町と呼ばれていた。近世には半井安立軒に因み安立町という名称に変わった。住吉郡住吉村のうちに数えられることもあり、住吉大社の氏子の町として発展した。
一寸法師の話と関係があるか不明だが、かっては針の行商人が多く住んでいた。
1879年になると安立町に住吉郡の郡役所が置かれたが、1881年に東成郡の郡役所に統合された。なお、現在の大阪市南部に当たる住吉郡で当時最大の町は、安立町から遠く東に位置する平野郷町だった。1896年には住吉郡は東成郡に編入された。1925年4月1日に安立町を含む東成郡全域が大阪市に編入され、旧住吉郡の区域で住吉区が誕生、旧安立町の地域は住吉区に属した。
1974年7月22日に住吉区から住之江区が分区する時、安立地域は住之江区に所属することになった。

### 地名の由来
徳川将軍家の御典医である半井氏（なからいし）一族の半井安立軒元成（なからい・あんりゅうけん・もとなり）という、名医として知られていた医師がこの地に住んでいたことに因む。

### 自治体としての沿革
- 1871年（明治4年） - 摂津国住吉郡七道村の大半（大和川以南）を和泉国大鳥郡に転属。大和川以北の残余は住吉郡七道領村に改称。
- 1889年（明治22年）4月1日 - 住吉郡安立町、七道領村が合併して安立町（町村制）が発足。大字安立に町役場を設置。
- 1896年（明治29年）4月1日 - 郡の統廃合により、所属郡が東成郡に変更。
- 1925年（大正14年）4月1日 - 大阪市に編入。住吉区の一部となる。同日安立町廃止。
- 1974年（昭和49年）7月22日 - 住吉区から住之江区が分区し、同区の一部となる。

### 町丁としての沿革
- 1974年（昭和49年）、住吉区安立町1 - 10丁目・浜口東1 - 3丁目・住之江町1 - 5丁目の各一部より、住之江区安立1 - 4丁目成立[5]。

## 世帯数と人口
2024年（令和6年）9月30日現在の世帯数と人口は以下の通りである。
| 丁目       | 世帯数    | 人口    |
| ---------- | --------- | ------- |
| 安立一丁目 | 768世帯   | 1,237人 |
| 安立二丁目 | 623世帯   | 1,038人 |
| 安立三丁目 | 424世帯   | 690人   |
| 安立四丁目 | 674世帯   | 1,205人 |
| 計         | 2,489世帯 | 4,170人 |

### 人口の変遷
国勢調査による人口の推移。
| 1995年（平成7年）  | 5,210人 | [ 6 ]  |  |
| 2000年（平成12年） | 5,023人 | [ 7 ]  |  |
| 2005年（平成17年） | 4,515人 | [ 8 ]  |  |
| 2010年（平成22年） | 4,257人 | [ 9 ]  |  |
| 2015年（平成27年） | 4,125人 | [ 10 ] |  |
| 2020年（令和2年）  | 4,308人 | [ 11 ] |  |

### 世帯数の変遷
国勢調査による世帯数の推移。
| 1995年（平成7年）  | 2,180世帯 | [ 6 ]  |  |
| 2000年（平成12年） | 2,199世帯 | [ 7 ]  |  |
| 2005年（平成17年） | 2,093世帯 | [ 8 ]  |  |
| 2010年（平成22年） | 2,115世帯 | [ 9 ]  |  |
| 2015年（平成27年） | 2,013世帯 | [ 10 ] |  |
| 2020年（令和2年）  | 2,393世帯 | [ 11 ] |  |

## 学区
市立小・中学校に通う場合、学区は以下の通りとなる。なお、小学校・中学校入学時に学校選択制度を導入しており、通学区域以外に住之江区にある小学校（自宅から概ね2km以内、学校の中心から距離で1.5 km以内）・中学校から選択することも可能。
| 丁目       | 番   | 小学校             | 中学校               |
| ---------- | ---- | ------------------ | -------------------- |
| 安立一丁目 | 全域 | 大阪市立安立小学校 | 大阪市立住之江中学校 |
| 安立二丁目 | 全域 | 大阪市立安立小学校 | 大阪市立住之江中学校 |
| 安立三丁目 | 全域 | 大阪市立安立小学校 | 大阪市立住之江中学校 |
| 安立四丁目 | 全域 | 大阪市立安立小学校 | 大阪市立住之江中学校 |

## 事業所
2021年（令和3年）現在の経済センサス調査による事業所数と従業員数は以下の通りである。
| 丁目       | 事業所数  | 従業員数 |
| ---------- | --------- | -------- |
| 安立一丁目 | 40事業所  | 199人    |
| 安立二丁目 | 34事業所  | 113人    |
| 安立三丁目 | 73事業所  | 374人    |
| 安立四丁目 | 37事業所  | 222人    |
| 計         | 184事業所 | 908人    |

## 交通

### 鉄道
- 南海本線 住ノ江駅
- 阪堺電気軌道阪堺線 細井川停留場、安立町停留場、我孫子道停留場（いずれも住所は住吉区）

### バス
2020年4月現在
- 大阪シティバス[15]
  - 4号系統：安立一丁目

### 道路
- 国道479号（長居公園通）
- 大阪府道179号
- 紀州街道

## 施設
- 大阪市立安立小学校
- 大阪市立安立保育所
- 住之江安立郵便局
- 安立商店街
- 安立町公設市場
- 大和橋
- 安立北公園
- 霰松原公園
- 安立南公園

## 出身者
- 小籔千豊（吉本新喜劇）

## その他

### 日本郵便
- 〒559-0003[3]（集配局：住之江郵便局[16]）

## ギャラリー

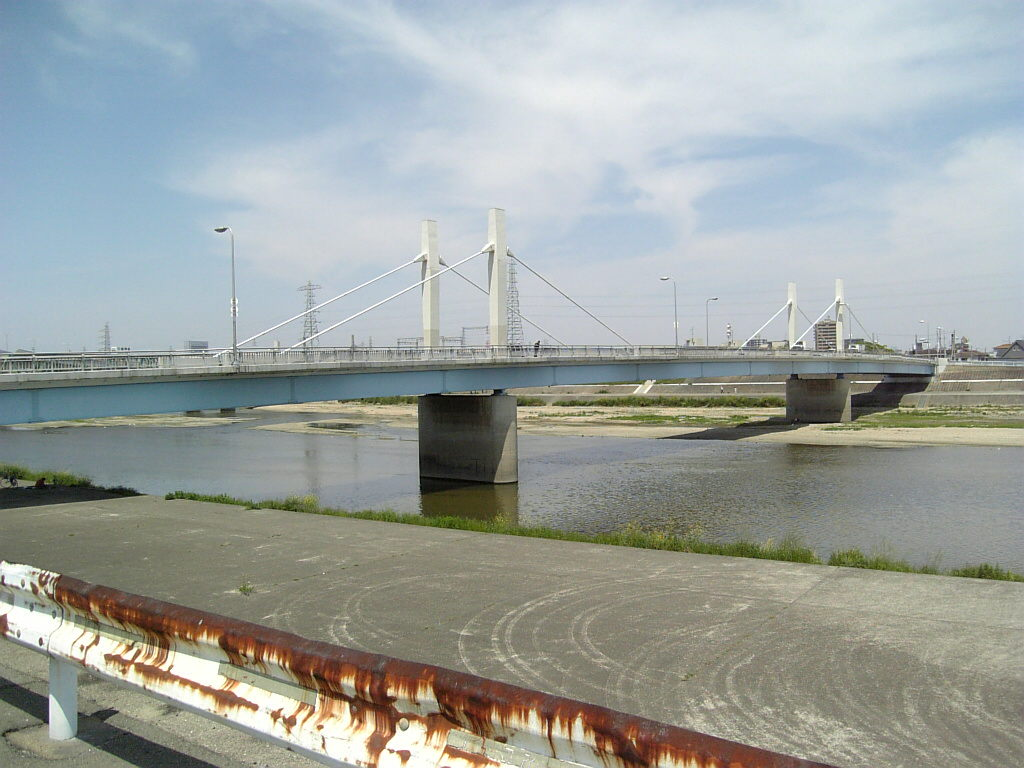
大和橋